# ZNF146
ZNF146 (англ. Zinc finger protein 146) – білок, який кодується однойменним геном, розташованим у людей на короткому плечі 19-ї хромосоми. Довжина поліпептидного ланцюга білка становить 292 амінокислот, а молекулярна маса — 33 308.
| 10         |  | 20         |  | 30         |  | 40         |  | 50         |
| ---------- |  | ---------- |  | ---------- |  | ---------- |  | ---------- |
| MSHLSQQRIY |  | SGENPFACKV |  | CGKVFSHKSN |  | LTEHEHFHTR |  | EKPFECNECG |
| KAFSQKQYVI |  | KHQNTHTGEK |  | LFECNECGKS |  | FSQKENLLTH |  | QKIHTGEKPF |
| ECKDCGKAFI |  | QKSNLIRHQR |  | THTGEKPFVC |  | KECGKTFSGK |  | SNLTEHEKIH |
| IGEKPFKCSE |  | CGTAFGQKKY |  | LIKHQNIHTG |  | EKPYECNECG |  | KAFSQRTSLI |
| VHVRIHSGDK |  | PYECNVCGKA |  | FSQSSSLTVH |  | VRSHTGEKPY |  | GCNECGKAFS |
| QFSTLALHLR |  | IHTGKKPYQC |  | SECGKAFSQK |  | SHHIRHQKIH |  | TH         |

A: Аланін

C: Цистеїн

D: Аспарагінова кислота

E: Глутамінова кислота

F: Фенілаланін

G: Гліцин

H: Гістидин

I: Ізолейцин

K: Лізин

L: Лейцин

M: Метіонін

N: Аспарагін

P: Пролін

Q: Глутамін

R: Аргінін

S: Серин

T: Треонін

V: Валін

Білок має сайт для зв'язування з іонами металів, іоном цинку, ДНК. 
Локалізований у ядрі.